# Staats- und Regierungschef
Als Staats- und Regierungschef wird die Position bezeichnet, die die Funktion des Staatsoberhaupts und des Regierungschefs vereint. Typisch ist dies für das Präsidialsystem wie in den USA oder in Mexiko. So sind etwa der Präsident der Vereinigten Staaten, aber auch viele lateinamerikanische Präsidenten zugleich Staats- und Regierungschef. In Europa sind die beiden Funktionen dagegen meist getrennt. Eine Ausnahme bildet die Republik Zypern, deren Präsident ebenfalls sowohl Staats- als auch Regierungschef ist. Jenseits der Präsidialsysteme tritt die Vereinigung der Ämter des Staats- und Regierungschefs auch beim System der parlamentsgebundenen Exekutivgewalt (z. B. Südafrika) auf.
Als Staats- und Regierungschefs (im Plural) werden in Art. 15 EU-Vertrag die Mitglieder des Europäischen Rates bezeichnet. Pro Mitgliedstaat der Europäischen Union nimmt entweder der jeweilige Staatschef oder der Regierungschef teil, je nachdem, wer die weitreichenderen europapolitischen Zuständigkeiten besitzt. Wer das letztendlich konkret ist, richtet sich nach dem politischen System des Mitgliedstaats (siehe aktuelle Zusammensetzung).